# Auto moto muzeum Oldtimer
Auto moto muzeum Oldtimer je muzejní expozice veteránských vozidel otevřená roku 2015 v Kopřivnici, městě v Moravskoslezském kraji na severovýchodě České republiky. Založil ho Jaroslav Šerý. Ve sbírkách muzea jsou desítky automobilů a motocyklů světových značek, přičemž ale nejsou vystaveny vždy všechny. Modely se obměňují podle toho, jak je chtějí jejich původní majitelé aktuálně využít pro svou soukromou potřebu. Prohlídka exponátů zabere návštěvníkům přibližně hodinu.